# Flaviporus delicatus
Flaviporus delicatus är en svampart som beskrevs av A. David & Rajchenb. 1992. Flaviporus delicatus ingår i släktet Flaviporus och familjen Meruliaceae.   Inga underarter finns listade i Catalogue of Life.